# Francesco Ansaldi
Francesco Ansaldi (fl. XX secolo) è stato un calciatore italiano, di ruolo centrocampista.

## Carriera
Giocò in Serie A con la Pro Vercelli.